# Deutsche Meisterschaften im Bahnradsport 1948
Die Deutschen Meisterschaften im Bahnradsport 1948 fanden für die Berufsfahrer im ersten Teil am 21. und 22. August auf der Radrennbahn Berlin-Neukölln („Werner-Seelenbinder-Kampfbahn“) statt. Die Qualifikationsläufe waren am 18. August ausgetragen worden. Es wurden die neuen Meister im Sprint und im Zweier-Mannschaftsfahren ermittelt. Der Zuschauerzuspruch war enorm hoch. Rund 20.000 Zuschauer besuchten die Bahnradsportveranstaltung der Finaltage.

## Sprint
Der Sieger wurde nach Vor- und Hoffnungsläufen in sechs Finalläufen der besten vier Fahrer durch eine Punktewertung ermittelt. Bunzel gewann alle seine Finalläufe und damit mit sechs Punkten auch den Titel. Knapp 40 Fahrer traten zu den Vorläufen an. Dramatisch verlief der letzte Finallauf, als Bunzel knapp vor Voggenreiter liegend, zwei Meter vor dem Zielstrich auf inzwischen regennasser Bahn stürzte und liegend mit seinem Rad das Ziel überquerte. Bunzel wurde mit einer Trage von der Bahn gebracht und ärztlich behandelt. Die Ehrenrunde konnte er später dennoch fahren.
| Ergebnis |                    |          |
|          | Name               | Ort      |
| 1.       | Werner Bunzel      | Berlin   |
| 2.       | Georg Voggenreiter | Nürnberg |
| 3.       | Rudi Mirke         | München  |

## Zweier-Mannschaftsfahren
25 Mannschaften bestritten die Vorläufe. Umstritten bei den Fahrern war die Regelung, das auswärtige Mannschaften (also alle, die nicht aus Berlin kamen) keinen Vorlauf bestreiten mussten. Als Favoriten galten Rudi Mirke und Hans Preiskeit, die die Rennen im bisherigen Saisonverlauf dominiert hatten und als Titelverteidiger antraten. Eine Reihe qualifizierter Fahrer aus Westdeutschland trat wegen Passproblemen nicht an. Überraschend gewannen Willy Funda und Gerhard Bolte das Finale. Beide nutzten die Rivalität der Mannschaften Mirke und Preiskeit sowie Schwarzer und Voggenreiter, indem sie zwischen dem 70. und 80. Rennkilometer einen Rundengewinn erzielten. Mit diesem Rundenvorsprung und 23 Punkten gewannen sie klar vor der Mannschaft Hoffmann und Wiemer. Alle anderen Mannschaften hatten zwei oder drei Runden Rückstand. Zwölf Mannschaften beendeten das Rennen.
| Ergebnis |                                       |                  |        |
|          | Name                                  | Ort              | Punkte |
| 1.       | Willy Funda Gerhard Bolte             | Wildau/Chemnitz  | 23     |
| 2.       | Karl Wiemer Erich Hoffmann            | Halle/Berlin     | 17     |
| 3.       | Heinrich Schwarzer Georg Voggenreiter | München/Nürnberg | 49     |

## Einerverfolgung
Die Vorläufe der Meisterschaft wurden auf der Amor-Bahn in München gefahren. Schwarzer besiegte dabei zunächst Singer, dann Hans Kaune. Beide wurden von ihm eingeholt. Die Endläufe fanden dann auf der Radrennbahn Reichelsdorfer Keller in Nürnberg statt. Schwarzer besiegte in 6:46 Minuten Sepp Berger, der einen Rückstand von 180 Metern hatte. Im Kampf um den dritten Platz holte Saager Kaune nach 3550 Metern ein.
| Ergebnis |                    |                 |
|          | Name               | Ort             |
| 1.       | Heinrich Schwarzer | Hannover        |
| 2.       | Sepp Berger        | München         |
| 3.       | Harry Saager       | Bad Reichenhall |

## Steherrennen
Die Meisterschaft der Steher über 100 Kilometer wurde von Walter Lohmann dominiert, der einen ungefährdeten Sieg einfuhr.
| Ergebnis |                  |          |
|          | Name             | Ort      |
| 1.       | Walter Lohmann   | Bochum   |
| 2.       | Karl Kittsteiner | Nürnberg |
| 3.       | Erich Metze      | Witten   |